# Parrotspitze
La Parrotspitze (en alemán) o Punta Parrot (en italiano) es una montaña en los Alpes Peninos, situada en el macizo del Monte Rosa, a lo largo de la frontera entre Italia y Suiza.

## Altura
La altura aparece de manera distinta según la cartografía. La lista oficial de los cuatromiles de los Alpes, publicada por la UIAA en su boletín n.º 145, de marzo de 1994, indica que según la cartografía suiza más reciente, su cota es 4.432 m y, según la italiana igualmente más reciente, es 4.436 m. En el libro Cuatromiles de los Alpes por rutas normales, Richard Goedeke indica los 4.436 m de la cartografía italiana. 

## Características
Lleva el nombre de Johann Jakob Friedrich Wilhelm Parrot, un doctor alemán, el cual hace un intento de ascenso a la Piramide Vincent con Joseph Zumstein en el año 1816.
El primer ascenso se hizo el 16 de agosto de 1863 por Reginald S. MacDonald, Florence Crauford Grove, Montagu Woodmass y William Edward Hall con los guías Melchior Anderegg y Peter Perren.

## Ascenso a la cima

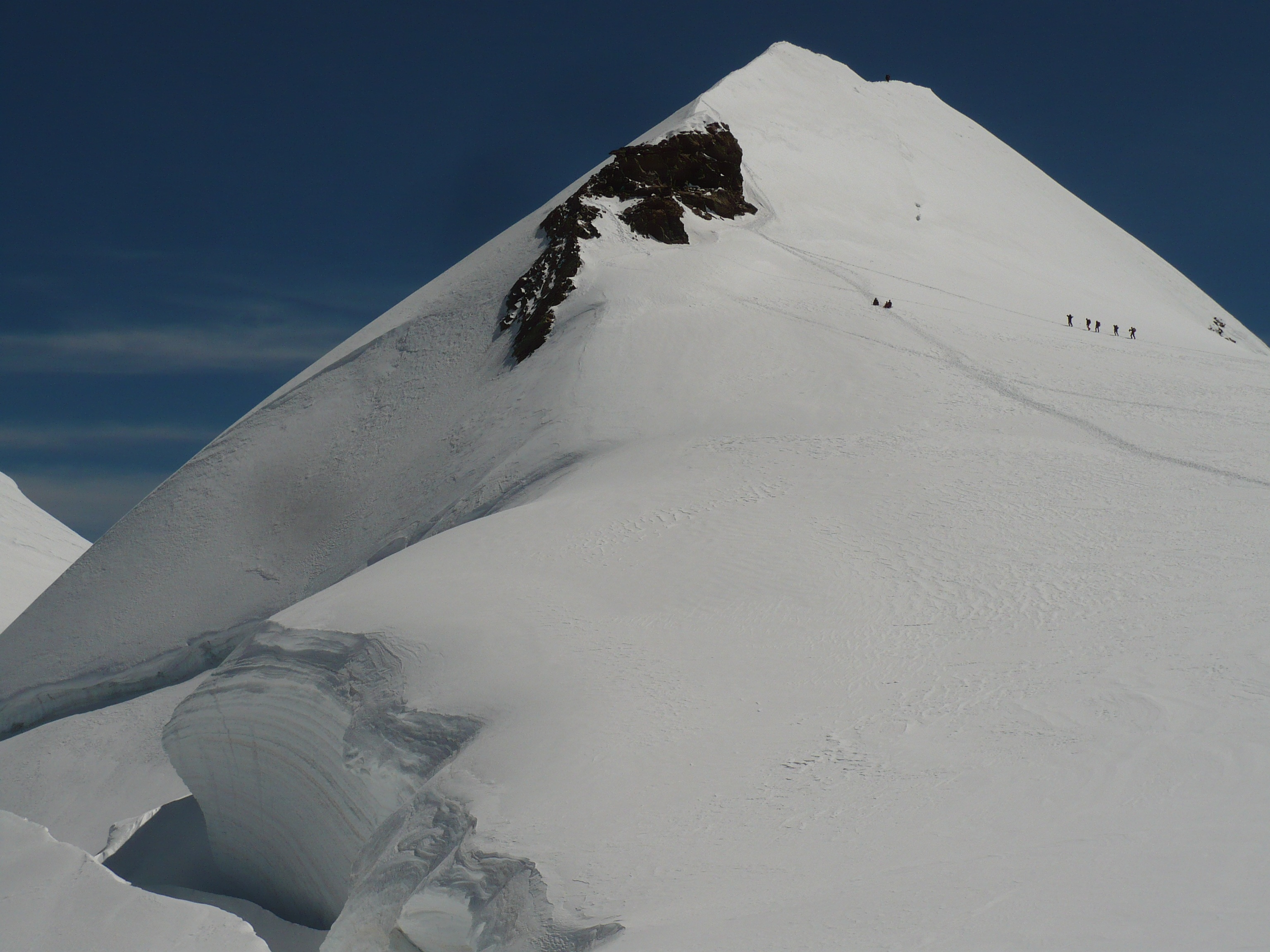
La Parrotspitze vista desde el collado del Lys.

Presentándose la montaña como una larga y afilada cresta dispuesta en dirección oeste-este, es posible ascenderla fácilmente partiendo del collado del Lys o desde el collado Sesia (4.299 m), collado que la separa de la cercana Punta Gnifetti. Un ascenso más largo y abrupto se desarrolla por la cara del Valais partiendo desde la cabaña Fratelli Gugliermina.

## Clasificación SOIUSA

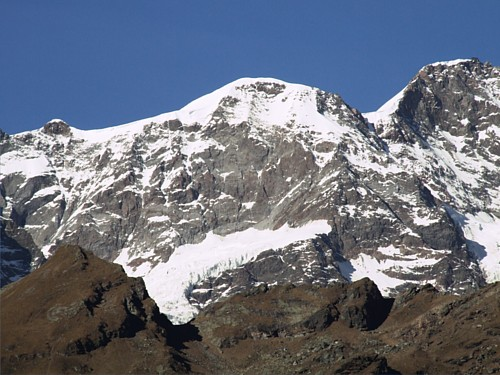
La Parrotspitze y (a la derecha) la Punta Gnifetti vistas desde la Valsesia.

Según la clasificación SOIUSA, Ludwigshöhe pertenece al grupo Macizo del Monte Rosa, con el código I/B-9.III-A.2. Forma parte del gran sector de los Alpes del noroeste, sección de los Alpes Peninos, subsección Alpes del Monte Rosa, supergrupo Grupo del Monte Rosa.